# کنشیرو سوزوکی
کنشیرو سوزوکی (انگلیسی: Kenshiro Suzuki؛ زادهٔ ۲۰ مارس ۱۹۹۶) بازیکن فوتبال اهل ژاپن است.